# Адо (Китай)
Адо (кит.: 阿多乡) — волость у КНР, повіт Цзадо Юйшу-Тибетської автономної префектури у провінції Цінхай.

## Географія
Адо розташовується на півдні провінції у східній частині Тибетського плато.

### Клімат
Громада знаходиться у зоні так званої «гірської тундри», котра характеризується кліматом арктичних пустель. Найтепліший місяць — липень із середньою температурою 10.6 °C (51 °F). Найхолодніший місяць — січень, із середньою температурою -10 °С (14 °F).
| Клімат Адо              | Клімат Адо | Клімат Адо | Клімат Адо | Клімат Адо | Клімат Адо | Клімат Адо | Клімат Адо | Клімат Адо | Клімат Адо | Клімат Адо | Клімат Адо | Клімат Адо | Клімат Адо |
| Показник                | Січ.       | Лют.       | Бер.       | Квіт.      | Трав.      | Черв.      | Лип.       | Серп.      | Вер.       | Жовт.      | Лист.      | Груд.      | Рік        |
| Середній максимум, °C   | −2         | 0          | 4          | 8          | 12         | 15         | 17         | 17         | 14         | 8          | 3          | 0          | 8          |
| Середня температура, °C | −10        | −7         | −3         | 1          | 5          | 9          | 11         | 10         | 8          | 2          | −4         | −8         | 1          |
| Середній мінімум, °C    | −18        | −15        | −10        | −5         | −1         | 3          | 5          | 4          | 2          | −4         | −12        | −17        | −5         |
| Норма опадів, мм        | 5          | 5          | 9          | 14         | 43         | 114        | 116        | 99         | 83         | 32         | 4          | 4          | 527        |
| ----------------------- | ---------- | ---------- | ---------- | ---------- | ---------- | ---------- | ---------- | ---------- | ---------- | ---------- | ---------- | ---------- | ---------- |
| Джерело: Weatherbase    |            |            |            |            |            |            |            |            |            |            |            |            |            |